# Ser Levante
SER Levante es la emisora de radio encargada de emitir la programación de la Cadena SER al Levante Almeriense, Valle del Almanzora y parte del norte de la provincia de Almería.

## Programas y presentadores
- Hoy por hoy*, con Àngels Barceló.
- Hoy por hoy Levante*, con Guillermo Mirón.
- Hora 14*, con José Antonio Marcos.
- SER Deportivos, con Francisco José Delgado.
- Programación local.
- La Ventana con Carles Francino.
- Programación regional.
- Hora 25*, con Aimar Bretos.
- Hora 25 Deportes*, con Jesús Gallego.
- El larguero con Manu Carreño.
- El Faro con Mara Torres.
- A vivir que son dos días*, con Javier del Pino.
- Programación regional.
- Hora 14 FDS*, con Roberto Torija.
- Acento Robinson, con Michael Robinson.
- Matinal SER, con José Antonio Piñero.
- La Script, con María Guerra.
- Carrusel Deportivo, con Dani Garrido.
- El larguero fin de semana, con Yago de Vega.
- SER Historia, con Nacho Ares.
- Sucedió una noche, con Antonio Martínez.
- SER Consumidor, con Jesús Soria.
- SER Aventureros, con José Antonio Ponseti.
- La hora extra, con Javier Torres.
- Los toros, con Manuel Molés.
- Punto de fuga, con Pablo Morán.
- Nadie sabe nada con Andreu Buenafuente y Berto Romero.
- Contigo dentro con Celia Blanco.
- La vida moderna con David Broncano, Quequé e Ignatius Farray

### Programación local y autonómica
A nivel local SER Levante produce, edita y emite los siguientes programas

| Hoy por Hoy Levante | 12.20-14.00 (L-V) | Guillermo Mirón |

| Boletín informativo | 8.20-8.30 (L-V) | Guillermo Mirón |

A nivel regional de Andalucía se emiten los siguientes programas para el circuito autonómico, la mayoría son producidos desde Radio Sevilla, emisora cabecera regional.
| Programa                          | Horario                       | Director/a                                    |
| Informativos regionales matinales | 6.50 y 7.50 (L-V)/ 8.50 (S-D) | Antonio Yélamo                                |
| Hora 14 Andalucía                 | 14:05-14:15 (L-D)             | Ana Fernández                                 |
| La Ventana Andalucía              | 19.05-19.50 (L-J)             | Fernando Pérez Monguió                        |
| Hora 25 Andalucía                 | 20:25-20:30 (L-V)             | Esther Rodríguez                              |
| Ser Viajeros                      | 19.05-19.50 (V)               | José Vicente Dorado                           |
| Surco y Marea                     | 15.30-16.00 (S)               | Francisco José Román, María Eugenia Vilchez   |
| Espacio de Encuentro              | 16.05-16.30 (S)               | Miguel Doña                                   |
| Ser Deportivos Andalucía          | 16.30-17.00 (S)               | Santi Ortega                                  |
| A vivir Andalucía                 | 12.05-14.00 (S-D)             | Domi del Postigo (producido desde Ser Málaga) |

- Datos: Q6125173